# Remerton
Remerton és una població dels Estats Units a l'estat de Geòrgia. Segons el cens del 2000 tenia 847 habitants.

## Demografia
Segons el cens del 2000, Remerton tenia 847 habitants, 440 habitatges, i 124 famílies. La densitat de població era de 1.557,3 habitants/km².
Dels 440 habitatges en un 12% hi vivien nens de menys de 18 anys, en un 15,9% hi vivien parelles casades, en un 8,9% dones solteres, i en un 71,8% no eren unitats familiars. En el 33,9% dels habitatges hi vivien persones soles l'1,6% de les quals corresponia a persones de 65 anys o més que vivien soles. El nombre mitjà de persones vivint en cada habitatge era d'1,93 i el nombre mitjà de persones que vivien en cada família era de 2,54.
Per edats la població es repartia de la següent manera: un 10,3% tenia menys de 18 anys, un 51,1% entre 18 i 24, un 29,9% entre 25 i 44, un 7,1% de 45 a 60 i un 1,7% 65 anys o més.
L'edat mediana era de 23 anys. Per cada 100 dones de 18 o més anys hi havia 81,8 homes.
La renda mediana per habitatge era de 22.411 $ i la renda mediana per família de 32.500 $. Els homes tenien una renda mediana de 25.833 $ mentre que les dones 21.875 $. La renda per capita de la població era de 13.728 $. Entorn del 18,9% de les famílies i el 38,2% de la població estaven per davall del llindar de pobresa.

## Poblacions més properes
El següent diagrama mostra les poblacions més properes.